# Mian (Hanzhong)
Mian (en chino, 勉; pinyin, Miǎn) es un condado  bajo la administración directa de la Prefectura Hanzhong en la Provincia de Shaanxi, República Popular China.  Su área es de 2386 km² y su población total para 2010 superó los 380 mil habitantes. 

## Administración
Desde julio de 2020, el  Condado Mian se divide en 18 pueblos que se administran en 1 subdistrito y 17  poblados.